# Franklin (contea di Milwaukee, Wisconsin)
Franklin è un comune degli Stati Uniti, situato in Wisconsin, nella Contea di Milwaukee.